# Violet (мініальбом)
Violet — другий японський мініальбом південнокорейського чоловічого гурту Pentagon, випущений 17 січня 2018 року компанією Cube Entertainment Japan. Мініальбом містить японські версії їхніх попередніх пісень, заголовний трек «Violet» з Demo_02 і «Beautiful» з Ceremony, а також чотири нові пісні.

## Передумови
16 листопада 2017 року було оголошено, що Pentagon випустить свій другий японський мініальбом 17 січня 2018 року. Список треків і фізичні типи альбомів також були оприлюднені в той же день. 6 січня відбувалася ексклюзивна прем'єра альбому на музичному потоковому сервісі Line Music.

## Комерційний успіх
За тиждень після релізу Violet посів перше місце в усіх тижневих чартах альбомів Tower Records і четверте місце в тижневому чарті альбомів Oricon. Мініальбом посів 8 місце в списку найбільш продаваних японських альбомів корейських виконавців Tower Records у 2018 році. Violet посіла десяте місце в щорічному рейтингу інді-альбомів Oricon за 2018 рік.

## Список композицій
| Трек-лист Violet | Трек-лист Violet               | Трек-лист Violet                | Трек-лист Violet          | Трек-лист Violet | Трек-лист Violet |
| #                | Назва                          | Автор слів                      | Автор музики              | Аранжування      | Тривалість       |
| ---------------- | ------------------------------ | ------------------------------- | ------------------------- | ---------------- | ---------------- |
| 1.               | «Wake Up»                      | Giz'Mo                          | Masaki Iehara Giz'Mo      | Masaki Iehara    | 3:18             |
| 2.               | «Burnin' Love»                 | Yu Shimoji ( ja ) Giz'Mo        | ArmySlick Giz'Mo          | ArmySlick        | 3:36             |
| 3.               | «Violet» (Japanese version)    | Kino E'Dawn Юто Усок Yu Shimoji | Kino Nathan               | Nathan           | 3:55             |
| 4.               | «Beautiful» (Japanese version) | Чон Ільхун IL Risa Horie ( ja ) | Чон Ільхун IL             | IL Чон Ільхун    | 3:43             |
| 5.               | «Love»                         | Yu-ki Kokubo                    | Kohei Yokono Yu-ki Kokubo | Kohei Yokono     | 4:17             |
| 6.               | «Up! Up! Up!»                  | Samuelle Soung                  | Donna Ricky CuzD          | Donna Ricky CuzD | 3:56             |
| 22:45            |                                |                                 |                           |                  |                  |

| Type A (CD) | Type A (CD)                 | Type A (CD) |
| #           | Назва                       | Тривалість  |
| ----------- | --------------------------- | ----------- |
| 1.          | «Wake Up»                   |             |
| 2.          | «Burnin' Love»              |             |
| 3.          | «Violet» (Japanese version) |             |
| 4.          | «Love»                      |             |
| 5.          | «Up! Up! Up!»               |             |

| Type B (CD) | Type B (CD)                    | Type B (CD) |
| #           | Назва                          | Тривалість  |
| ----------- | ------------------------------ | ----------- |
| 1.          | «Wake Up»                      |             |
| 2.          | «Burnin' Love»                 |             |
| 3.          | «Violet» (Japanese version)    |             |
| 4.          | «Beautiful» (Japanese version) |             |
| 5.          | «Up! Up! Up!»                  |             |

| Type C (CD + DVD + Mini Photobook) | Type C (CD + DVD + Mini Photobook) | Type C (CD + DVD + Mini Photobook) |
| #                                  | Назва                              | Тривалість                         |
| ---------------------------------- | ---------------------------------- | ---------------------------------- |
| 1.                                 | «Wake Up»                          |                                    |
| 2.                                 | «Burnin' Love»                     |                                    |
| 3.                                 | «Violet» (Japanese version)        |                                    |
| 4.                                 | «Beautiful» (Japanese version)     |                                    |
| 5.                                 | «Love»                             |                                    |
| 6.                                 | «Up! Up! Up!»                      |                                    |

## Чарти
| Чарт (2018)           | Найвища позиція |
| --------------------- | --------------- |
| Japan Albums (Oricon) | 4               |

## Історія релізу
| Регіон | Дата          | Формат                              | Лейбл                    | Прим. |
| ------ | ------------- | ----------------------------------- | ------------------------ | ----- |
| Японія | 6 січня 2018  | Стриминг (ексклюзив для Line Music) | Cube Entertainment Japan | [ 2 ] |
| Японія | 17 січня 2018 | Digital download                    | Cube Entertainment Japan | [ 1 ] |
| Інші   | 17 січня 2018 | CD                                  | Cube Entertainment Japan | [ 1 ] |